# Шпергль Анатолій Мефодійович
Анато́лій Мефо́дійович Шпергль (23 жовтня 1941 — 7 квітня 2021, Київ) — український художник декоративно-ужиткового мистецтва. Член Національної спілки художників України (від 1990 року).

## Біографія
Має середню освіту. Працює в галузі ювелірного мистецтва. Дружина — художник декоративно-ужиткового мистецтва Галина Авдоніна-Шпергль.
Основні твори: гарнітури — «Русь» (1990), «Космос» (1990), «Осінь» (1990), броші — «Червоний кінь» (1990), «Писанки» (1990).
Помер вдома 7 квітня 2021 року через інсульт. Кремований та похований на Байковому кладовищі у Києві 10 квітня 2021 року.